# 22 (Taylor-Swift-Lied)
22 ist ein Lied der US-amerikanischen Sängerin Taylor Swift, das als Single aus ihrem vierten Album Red veröffentlicht wurde.

## Text
In diesem Lied singt Taylor Swift über widersprüchliche Gefühle eines Mädchens, die das Alter von 22 Jahren erreicht hat.

## Kommerzieller Erfolg
Das Lied erreichte Platz 20 der Billboard-Pop- (Hot 100) und Platz 19 der Billboard-Adult-Contemporary-Charts, Platz 20 in Kanada und Platz 9 in Großbritannien.

### Chartplatzierungen
| ChartsChartplatzierungen       | Höchstplatzierung | Wochen |
| ------------------------------ | ----------------- | ------ |
| Vereinigtes Königreich (OCC)   | 9 (24 Wo.)        | 24     |
| Vereinigte Staaten (Billboard) | 20 (20 Wo.)       | 20     |

| ChartsJahrescharts (2013)      | Platzierung |
| ------------------------------ | ----------- |
| Vereinigtes Königreich (OCC)   | 76          |
| Vereinigte Staaten (Billboard) | 71          |

### Auszeichnungen für Musikverkäufe
| Land/Region                  | Auszeichnungen für Musikverkäufe (Land/Region, Auszeichnung, Verkäufe) | Verkäufe  |
| ---------------------------- | ---------------------------------------------------------------------- | --------- |
| Australien (ARIA)            | 4× Platin                                                              | 280.000   |
| Brasilien (PMB)              | 2× Platin                                                              | 120.000   |
| Japan (RIAJ)                 | Gold                                                                   | 100.000   |
| Kanada (MC)                  | Platin                                                                 | 80.000    |
| Neuseeland (RMNZ)            | Platin                                                                 | 15.000    |
| Vereinigte Staaten (RIAA)    | 3× Platin                                                              | 3.000.000 |
| Vereinigtes Königreich (BPI) | Platin                                                                 | 627.000   |
| Insgesamt                    | 1× Gold · 12× Platin ·                                                 | 4.222.000 |

Hauptartikel: Taylor Swift/Auszeichnungen für Musikverkäufe/Lieder

## 22 (Taylor’s Version)
Am 21. November 2021 veröffentlichte Swift eine Neueinspielung des Lieder als 22 (Taylor’s Version) auf ihrem Album Red (Taylor’s Version).

### Chartplatzierungen
| ChartsChartplatzierungen       | Höchstplatzierung | Wochen |
| ------------------------------ | ----------------- | ------ |
| Vereinigte Staaten (Billboard) | 52 (1 Wo.)        | 1      |

### Auszeichnungen für Musikverkäufe
| Land/Region                  | Auszeichnungen für Musikverkäufe (Land/Region, Auszeichnung, Verkäufe) | Verkäufe |
| ---------------------------- | ---------------------------------------------------------------------- | -------- |
| Australien (ARIA)            | Platin                                                                 | 70.000   |
| Vereinigtes Königreich (BPI) | Silber                                                                 | 200.000  |
| Insgesamt                    | 1× Silber · 1× Platin ·                                                | 270.000  |

Hauptartikel: Taylor Swift/Auszeichnungen für Musikverkäufe/Lieder